# بلومبرج-فريتش

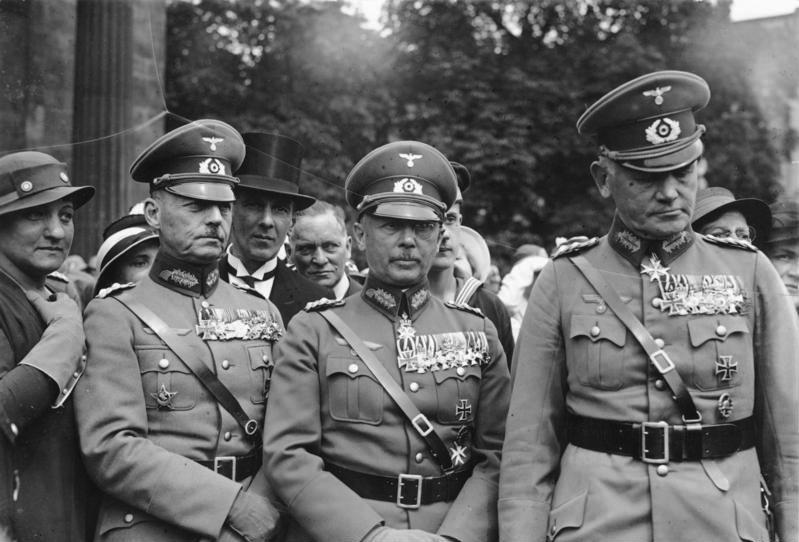
من اليسار إلى اليمين: الجنرال جيرد فون روندستيد، والجنرال فيرنر فون فريتش، والعقيد فيرنر فون بلومبرج؛ نوي واتش، برلين، 1934

بلومبرج-فريتش (بالألمانية: Blomberg-Fritsch-Krise)، اسمًا لفضائحين مرتبطتين في أوائل عام 1938 نتج عنها إخضاع القوات المسلحة الألمانية ( فيرماخت ) للدكتاتور أدولف هتلر. كما تم التوثيق في مذكرة هوسباخ، كان هتلر غير راضٍ عن اثنين من كبار المسؤولين العسكريين المعنيين، فيرنر فون بلومبرج وفيرنر فون فريتش، واعتبرهما مترددين للغاية في الاستعدادات للحرب التي كان يطالب بها. استفاد هتلر من هذا الوضع من خلال استبدال العديد من الجنرالات والوزراء برجال أكثر ولاءً له.
تولى هتلر القيادة الشخصية للقوات المسلحة من خلال القيادة العليا للفيرماخت (OKW) الجديد بعد الهزيمة خارج موسكو في ديسمبر 1941 وعين نفسه قائداً لالقيادة العليا للجيوش الألمانية بعد إقالة فالتر فون براوخيتش ونقله إلى محمية القيادة ( Führerreserve ). ثم بدأ هتلر في المشاركة في OKW، حيث لم يجرؤ المشير فيلهلم كيتل على معارضته أبدًا.

## زواج بلومبرج

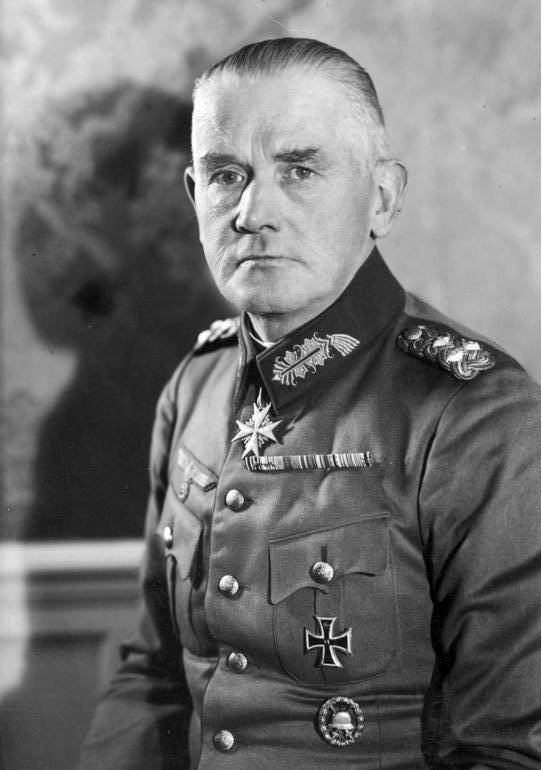
ولأغراض التوثيق، غالبًا ما يحتفظ الأرشيف الفيدرالي الألماني بعناوين الصور الأصلية، والتي قد تكون خاطئة أو متحيزة أو قديمة أو متطرفة سياسياً. شيرل: في الصورة: بلومبيرج في زي العقيد العام ADN-ZB/أرشيف فيرنر فون بلومبيرج، المشير الميداني الميلاد: 2 سبتمبر 1878 الوفاة: 14 مارس 1946، وزير حرب الرايخ والقائد الأعلى للفيرماخت الألماني الفاشي منذ عام 1935، أقاله هتلر في عام 1938. في الصورة: فون بلومبرغ في زي العقيد العام، ديسمبر 1934.

بدأت قضية Blomberg-Fritsch بعد وقت قصير من زواج وزير الحرب فيرنر فون بلومبرج في 12 يناير 1938 من Erna Gruhn، عندما اكتشفت شرطة برلين أن لديها سجلًا إجراميًا طويلًا وكانت قد التقطت صوراً إباحية. وفقًا للشهادة التي تم تقديمها لاحقًا، في محاكمات نورمبرغ، أشارت المعلومات التي تلقاها مفوض الشرطة في غضون أيام أيضًا إلى أن زوجة المارشال فون بلومبرج كانت عاهرة مدانة مسبقًا وتم تسجيلها كعاهرة في ملفات سبع مدن ألمانية كبيرة؛ كانت في ملفات برلين الجنائية. . . . وقد حكمت عليها أيضًا محاكم برلين لتوزيعها صورًا غير لائقة. 
الزواج من شخص لديه مثل هذا السجل الجنائي ينتهك معيار السلوك المتوقع من الضباط، على النحو المحدد من قبل بلومبرج نفسه، وكان بمثابة صدمة لهتلر، حيث كان رئيس لوفتفافه هيرمان جورينج أفضل رجل في بلومبرج، وكان هتلر نفسه بمثابة شاهد في حفل الزفاف. رأى هتلر وجورنج التطور كفرصة للتخلص من بلومبيرغ. 
أمر هتلر بلومبرج بإلغاء الزواج لتجنب فضيحة والحفاظ على سلامة الجيش. رفض بلومبرج إلغاء الزواج، لكن بعد أن هدد جورينج بفضح ماضي زوجته، استقال من منصبه في 27 يناير 1938.